# Görsbach
Görsbach är en kommun och ort i Landkreis Nordhausen i förbundslandet Thüringen i Tyskland.
Kommunen ingår i förvaltningsgemenskapen Heringen/Helme tillsammans med kommunerna Urbach och Heringen/Helme.